# پالیتوکسین
پالیتوکسین (به انگلیسی: Palytoxin) یک ترکیب شیمیایی با شناسه پاب‌کم ۱۱۱۰۵۲۸۹ است. که جرم مولی آن 2680.13 g.mol-۱ می‌باشد. 